# Agnes Nicholls
Agnes Nicholls (Cheltenham, Anglaterra, 14 de juliol de 1877 - Londres, 21 de setembre de 1959) fou una cantant anglesa.
El 1894 era becària del Royal College of Music de Londres, allà estudià cant amb Albert Visetti, i debutà a l'escena amb molt d'èxit en el Lyceum Theatre, el 1895. Posseïdora d'una bella veu de soprano, cultivà el teatre durant molts anys, actuant sovint al Covent Garden de Londres i en tots els principals teatres d'òpera anglesos, formant part de les companyies de Thomas Beecham i Michael Denhof.
La seva més sòlida reputació l'adquirí com a cantant de concerts i oratoris. Va prendre part en tots els festivals importants celebrats a Anglaterra, així com en les sèries de concerts dirigits per Richter i Weingartner a Londres. Les parts de soprano de les obres corals de Parry foren escrites per a ella, el mateix que el dècim quadern d'English Lyrics del referit compositor.
En la primera audició del poema d'Elgar, The Kingdom, estrenà la part de la Verge. La seva última presentació publica fou el 1904, en ocasió dels Jubilee Concerts celebrats en el Crystal Palace.